# Alma Åkermark
Alma Mathilda Åkermark, född 11 juni 1853 på Stora Hässleröd, Forshälla socken, död 4 juni 1933, var en svensk redaktör, journalist, teckningslärare och konstnär. Hon var medgrundare av tidskriften Framåt och var dess redaktör 1886–1889. Hon skrev under signaturen Mark.

## Biografi

### Tidigt liv
Alma Åkermark var dotter till Anton Wilhelm Åkermark och Anna Kristina Kristiansson samt syster till Isak Åkermark. Hennes far var jordbrukare men blev senare handlare och öppnade en manufakturhandel i Göteborg. Hon utbildades i Kristina Sjögrens flickskola i Halmstad, och efter att hennes moder dött gifte fadern om sig med Kristina Sjögren, och Kristina Sjögren blev då hennes styvmor. Hennes far dog då hon var sexton år, familjen var då nära utblottad men stödd av Sven Adolf Hedlund i Göteborg som bekostade hennes utbildning kunde hon utbilda sig i musik och måleri. Hon studerade först vid en pension i Neuchâtel i Schweiz och senare i Göteborg. Efter utbildningen tjänstgjorde hon som lärare i teckning vid Fruntimmersföreningens flickskola och Slöjdföreningens skola i Göteborg 1881–1889.

### Engagemang
Genom familjen Hedlund rörde Alma Åkerman sig i framstegsvänliga kretsar och vid sidan av sitt arbete uppmuntrades hon av Hedlund att engagera sig i den tidens kulturella och sociala frågor. År 1884 bildades Göteborgs Kvinnoförening, stadens första kvinnoförening, och året därpå blev Alma Åkermark invald i föreningens styrelse. Hon publicerade 1885 under pseudonymen Mark den lilla skriften Något om Ibsen och "Brand".

### Framåt
Hon grundade 1886 tidskriften Framåt tillsammans med Hilma Angered-Strandberg och Mathilda Hedlund. Tidningen utgavs av Göteborgs Kvinnoförening och Åkermark utsågs till dess redaktör. Åkerman var en radikal socialliberal som uppmuntrade en fri debatt och stödde sociala reformer. Tidningen Framåt hade en kulturradikal och vänsterliberal inriktning, men publicerade även socialistiska och konservativa skribenter, för en fri debatt.
År 1887 gifte hon sig med telegrafiassistenten Albert Breinholm, tjänsteman vid Det Store Nordiske Telegraf Selskab, och även han medarbetare i Framåt.
Genom sitt deltagande i sedlighetsdebatten genom tidningen, där hon bland annat publicerade artiklar om sexualitet, hamnade hon i konflikt med den borgerligt präglade kvinnorörelsen. När Åkerman vägrade att ta avstånd från en publicering av novellen Pyrrhussegrar av signaturen Stella Kleve, pseudonym för Mathilda Malling, som hon lät publicera 1886 och som skildrade en döende kvinnas ånger över att ha avstått från att leva ut sina erotiska fantasier och avstått sexuella njutningar, med hänvisning till det fria ordet, väcktes stor skandal och hon mötte motstånd från den samtida sexualmoralen, något som även påverkade Göteborgs Kvinnoförening och ledde till att denna drog tillbaka sitt stöd till tidningen. Sophie Adlersparre skrev bland annat en fördömande artikel om publiceringen, som publicerades i tidskriften Dagny och också i Göteborgs Handels- och Sjöfartstidning och Göteborgs-Posten. Med stöd från familjen Hedlund kunde Åkerman en tid fortsätta att driva tidningen men 1889, efter en annons- och prenumerantbojkott, tvingades tidningen lägga ned.

### Senare liv
Åkermark förlorade efter detta också sitt arbete som lärare. Hon flyttade tillsammans med sin man till Stockholm och tillsammans med honom utgav hon 1889 veckoskriften Organ för fri yttranderätt, men efter ett år flyttade paret vidare till Nystad i Finland. Där var hon redaktör för den dubbelspråkliga tidskriften Nya Tag, som dock endast varade i fyra månader. Efter makens död i lungsot 1891, drabbades hon av en svår depression. Åkermark återvände som änka till Göteborg, där hon skrevs in och vårdades på Hökällas mentalsjukhus 1892–1893. Efter utskrivningen emigrerade hon 1896 till USA där hon i tio års tid arbetade som föreståndarinna för mönsteravdelningen på en stor industri i Chicago. Omkring 1909 blev hon blind och oförmögen att försörja sig och 1909 återvände hon till Sverige. De sista åren i sitt liv omhändertogs hon av vänner och släktingar. Hon avled år 1933 och ligger begravd på Östra kyrkogården i Göteborg.